# Zeitgeist: Addendum
Zeitgeist: Addendum è un web film non profit del 2008, di genere apocalittico-catastrofista diretto, prodotto e distribuito da Peter Joseph ed è il sequel di Zeitgeist: The Movie; è uscito in lingua inglese sottotitolato in diverse lingue, ed è disponibile anche doppiato in italiano. Viene seguito da Zeitgeist: Moving Forward.

## Trama
Il film discute riguardo al sistema della Federal Reserve negli Stati Uniti, della CIA, delle corporation americane e altro, concludendo con la presentazione del Venus Project, ideato da Jacque Fresco. Secondo Peter Joseph, il film ha come scopo di localizzare le radici della dilagante corruzione sociale, offrendo allo stesso tempo una soluzione. In conclusione Addendum sottolinea il bisogno di eliminare ogni barriera che divide gli uomini e individua i passi concreti da fare per indebolire il sistema monetario. Il film suggerisce azioni di "trasformazione sociale", come boicottare le grandi banche, i media, il sistema militare e le multinazionali dell'energia. Lo scopo del film consiste nel pubblicizzare l'ente produttore che è lo Zeitgeist Movement.

## Struttura
Zeitgeist: Addendum è diviso in tre parti:
- Prima parte: viene criticata la tecnica della riserva frazionaria che permette la creazione di moneta tramite debiti. Secondo l'autore i dollari vengono stampati quando la Federal Reserve compra i titoli del tesoro americano. Questo denaro finisce nelle banche commerciali, dove viene moltiplicato attraverso il sistema della riserva frazionaria e quindi viene prestato ai consumatori. Nel film si afferma che tale sistema è assurdo in quanto il denaro che dev'essere pagato per saldare i debiti corrisponde alla totalità del denaro in circolazione, eccezion fatta per la richiesta di interessi sullo stesso che ne genera una quantità addirittura superiore, con la conseguente impossibilità a reperire, se pur ipoteticamente, una cifra sufficiente a saldare tale debito.
- Seconda parte: viene intervistato John Perkins, che si autodefinisce un killer economico. Perkins racconta di come ha aiutato la CIA e le élite politiche e industriali per le quali lavorava per minare dalle fondamenta legittimi regimi stranieri che ponevano gli interessi della propria popolazione prima di quelli delle multinazionali.
- Terza parte: viene intervistato Jacque Fresco, fondatore del Venus Project, progetto concepito per la liberazione della società dal denaro, utilizzando sapientemente la tecnologia e le risorse, in contrapposizione all'attuale società basata sul profitto e sulla scarsità delle risorse. Fresco propone numerose soluzioni per poter migliorare il mondo: in materia energetica, di trasporti, di lavoro utilizzando l'ingegno umano, dunque la tecnologia.

## Premi e riconoscimenti
Ha vinto nel 2008 il premio Best Feature Artivist Spirit all'Artivist Film Festival di Los Angeles.